# Église de Tikkurila
L'église de Tikkurila (en finnois : Tikkurilan kirkko) est située dans le quartier Tikkurila de Vantaa en Finlande,.

## Description
L'ancienne église de Tikkurila, achevée en 1956, a ete demolie pour laisser la place à la nouvelle église.
La nouvelle église de Tikkurila a été conçue par Arkitehtoimisto Oopeaa, avec Anssi Lassila comme architecte principal. 
La construction a commencé début 2019 et l'entreprise principale a été Lujatalo. 
L'église a été inaugurée le 24 janvier 2021.
La salle paroissiale a des sièges pour 266 personnes, avec des extensions pour 400 auditeurs
La façade de la nouvelle église a été conçu par Partanen & Lamusuo. 
La façade compose d'art du verre et l'art de la brique.
La salle paroissiale abrite également des œuvres d'art sacré du duo artiste-architecte. 
Les textiles d'église ont été conçus et réalisés par l'artiste textile Helena Vaari.
La nef a un orgue construit par le facteur d'orgues Veikko Virtanen Oy. 
Le carillon de l'église, est un instrument composé de 31 cloches en forme de cône accordées à différentes notes, qui se joue avec un clavier mécanique et des pédales comme un orgue. 
Le jeu de cloches a été conçu par Supavit Nummel. 
La plus grande des cloches provient de l'ancienne église de Tikkurila, coulée à Vienne en 1969, elle pèse 450 kilogrammes,.
Le bâtiment comprend aussi des espaces du rencontre et de travail, et entre autres, un café et une aire de loisirs et de jeux ouverte aux familles. 
L'église fait partie d'un îlot urbain, qui comprend également des appartements étudiants en location et des logements occupés par leurs propriétaires, ainsi que des locaux professionnels.

## Galerie

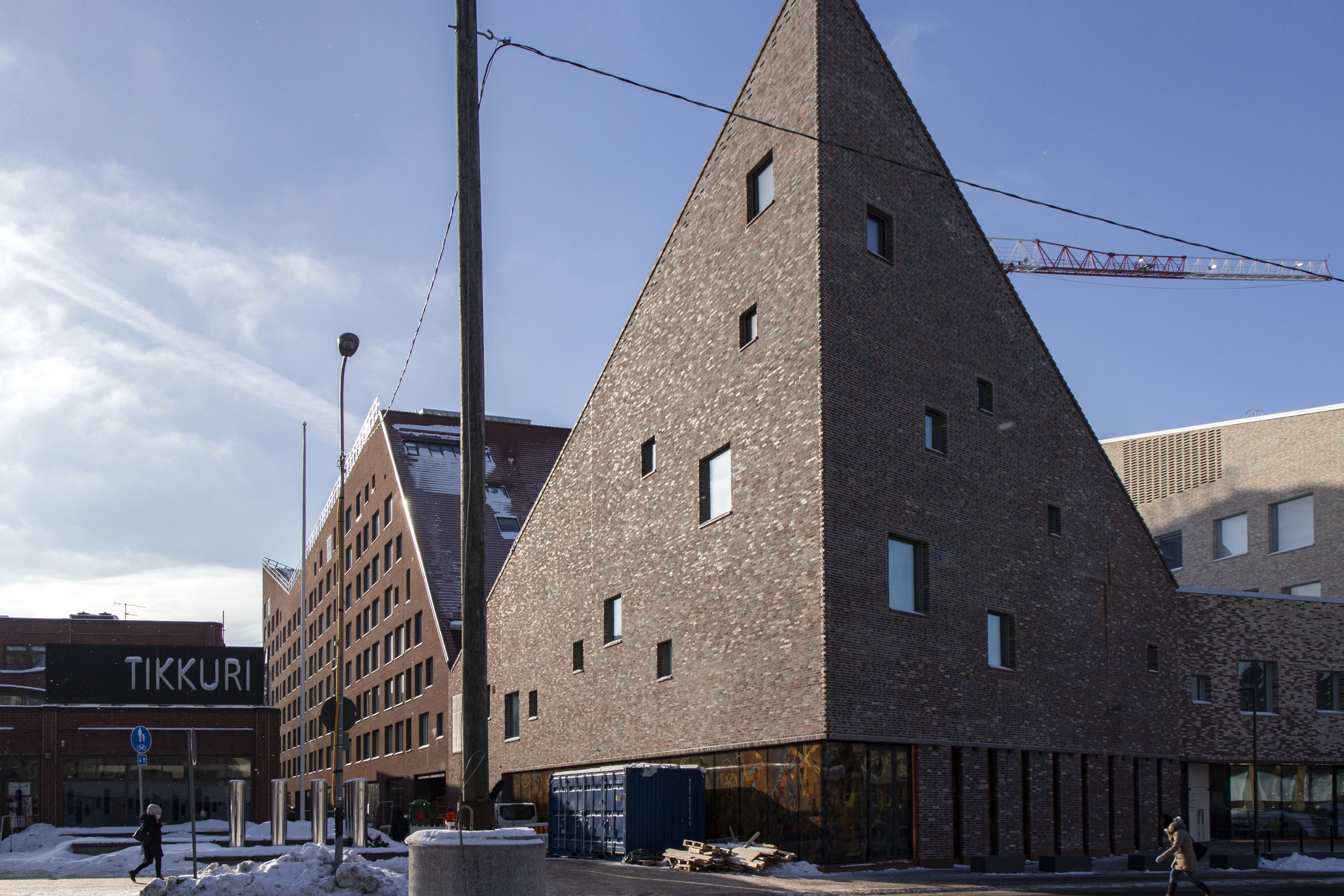
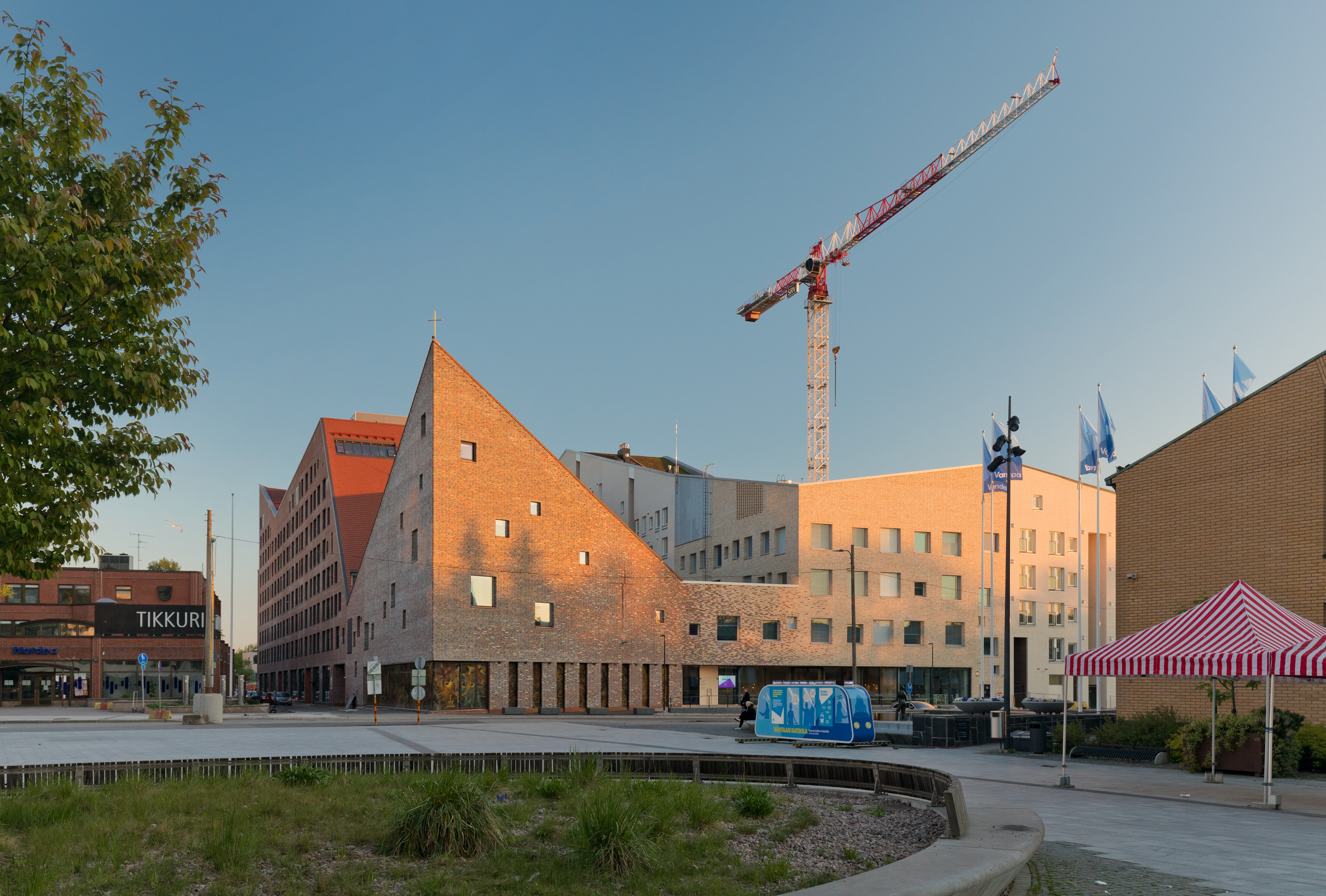

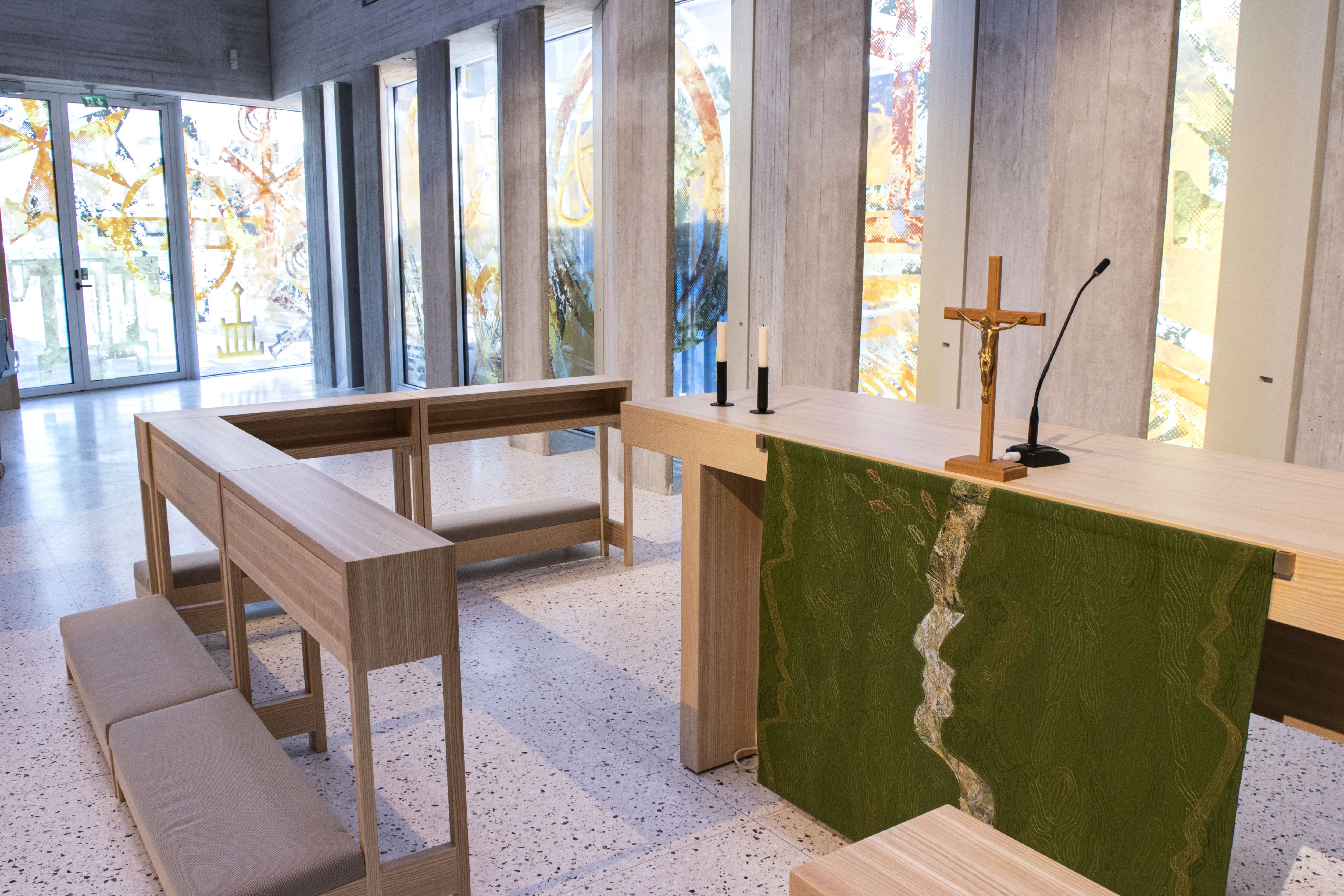
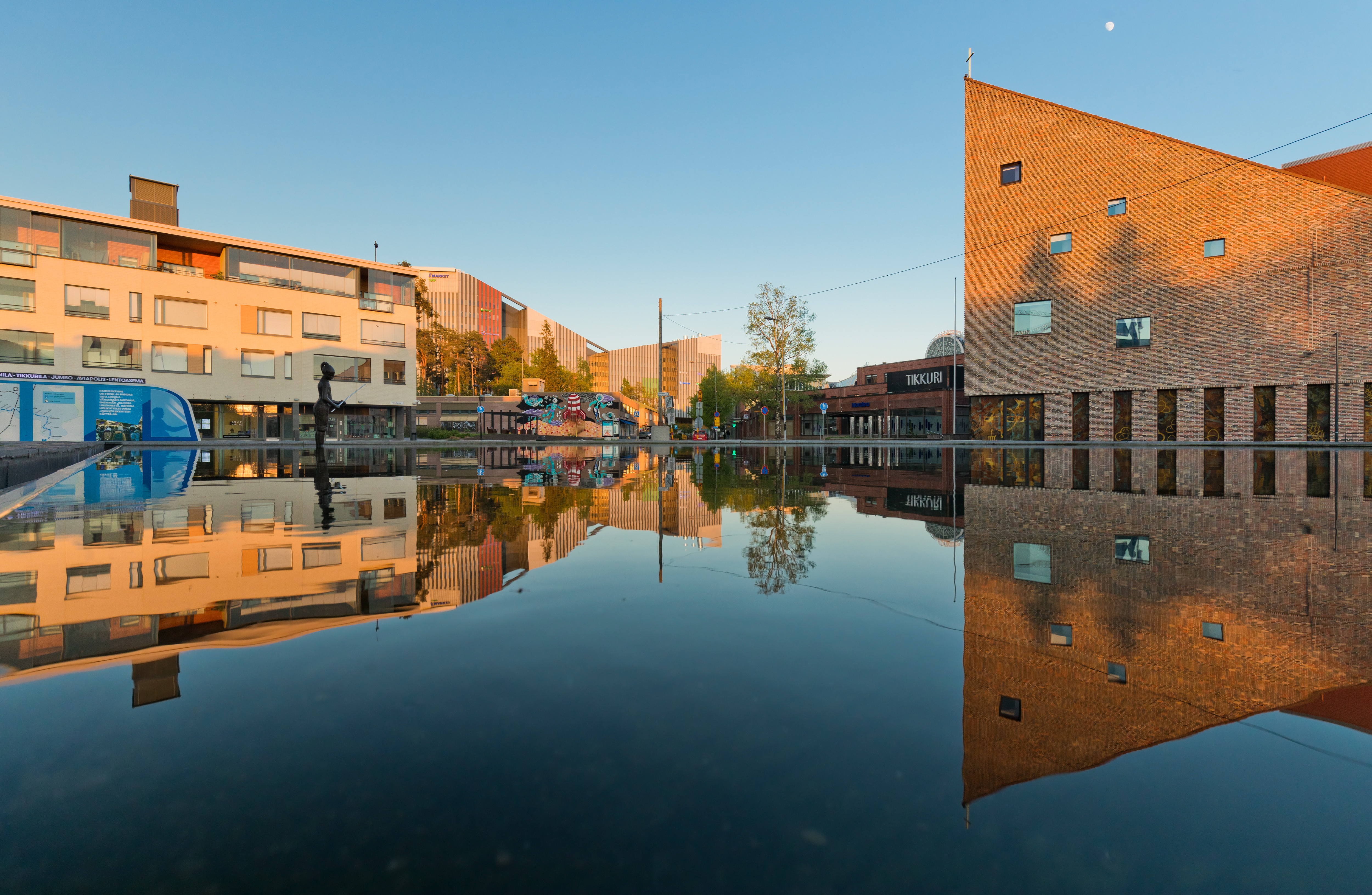